# ジェームズ・ボンド (架空の人物)
ジェームズ・ボンド（James Bond, CMG, RNVR）は、1953年にイギリスの元スパイで小説家のイアン・フレミングが創作した架空のイギリスのスパイであり、『ジェームズ・ボンド』シリーズの主人公である。 フレミングは彼を主人公とする12の小説と2つの短編小説を著した。

## 概要
ジェームズ・ボンドは秘密情報部（MI6）で国際的に活動するエージェントであり、コードナンバーは007。ロンドンに居住している。フレミングが第二次世界大戦中の海軍情報部隊での任務中に知った数名のコマンド部隊メンバーを基にした合成キャラクターであるが、フレミングは自身のスタイルや趣味に基づいてさまざまなものを加えている。フレミングは、ボンドの名前は同じ名前のアメリカの鳥類学者から借用したと述べているが、フレミングと一緒に働いていたウェールズのエージェント、ジェームズ・C・ボンドから名前を取ったという説もある。ボンドは車、美食、アルコール、恋愛、そして1日60本のカスタムメイドのタバコを吸うことなどが趣味であり、こうした特性は本の至る所で一貫して見受けられる。 
1964年8月のフレミングの死以来、小説14作とノベライゼーション2作を書いたジョン・ガードナーや、小説6作、ノベライゼーション3作、短編小説3作を著したレイモンド・ベンソンを含め、他の作家がボンドを題材とする公認作品を書いた。 その他に、キングスリー・エイミス （ロバート・マカーム名義）、セバスチャン・フォークス、ジェフリー・ディーヴァー、ウィリアム・ボイド、アンソニー・ホロヴィッツなどがボンドの作品を著した。さらに、若き日のボンドを描く小説、『ヤング・ボンド』がチャーリー・ヒグソンによって著された。 
オリジナル作品のスピンオフとして、ボンドがアメリカのエージェントとして描かれた、テレビ版『カジノ・ロワイヤル』が作られた。 また、コミック・ストリップシリーズもデイリー・エクスプレスに掲載された。  
ボンド映画はこれまでに26本製作され、 7人の俳優がボンドを演じている。

## コンセプト
イアン・フレミングの作品の中心人物は、秘密情報部（MI6）の架空のエージェントであるジェームズ・ボンドである。 ボンドはコードナンバー007で知られ、イギリス海軍予備員の中佐だった。 
第二次世界大戦中、フレミングは友人に、スパイ小説を書きたいと語っていた。フレミングは1952年2月17日にジャマイカのゴールデンアイ邸で彼の最初の著書である『カジノ・ロワイヤル』を1か月ほどで書き上げた。フレミングは合計12作のボンド小説と2つの短編小説を書き続け、1964年8月12日の朝に亡くなった。彼の最後の2冊 ―『黄金の銃をもつ男』（1965）と Octopussy and The Living Daylights （1966）― は死後に出版された。 

### インスピレーション
フレミングは、ボンドが第二次世界大戦中に遭遇した秘密諜報員とコマンドをモデルにしたとしている。モデルの中には、フレミングが崇拝していた兄のピーター・フレミングも含まれた。兄のピーターは、戦争中にノルウェー、ギリシャでのライン作戦に関与している。 
兄の他にも、フレミングが1930年代にキッツビュールで出会ったスパイであるコンラッド・オブライエン=フレンチ、戦時中第30コマンド部隊で功績を残したパトリック・ダルゼル・ジョブ、パリのMI6局長だったビル・ダンダーデールなどがモデルになったとされる。ダンダデールは、カフリンクスと手製のスーツを身に着けており、ロールス・ロイスを運転していた。その他に、フィッツロイ・マクリーン卿、MI6の二重スパイだったドゥシャン・ポポヴもモデルになったといわれている。  
2016年、BBCラジオ4のドキュメンタリーは、ジェームズ・ボンドの性格が20世紀の作家のフィリス・ボトメが著した、1946年の小説 The Lifelineから取られたと報じた。 The Lifeline の主人公、Mark Chalmers とボンドの明確な類似点が、スパイライターのルパート・アラソンによって強調されている。 

### 名前の由来
ボンドの名前は、 カリブ海の鳥の専門家であり、図鑑『Birds of the West Indies』の作者であるアメリカの鳥類学者ジェームズ・ボンドの名前に由来している。熱心なバードウォッチャーであるフレミングはボンドの図鑑を1部持っていた。彼は後に

と、妻に語った。 
別の機会にフレミングは、

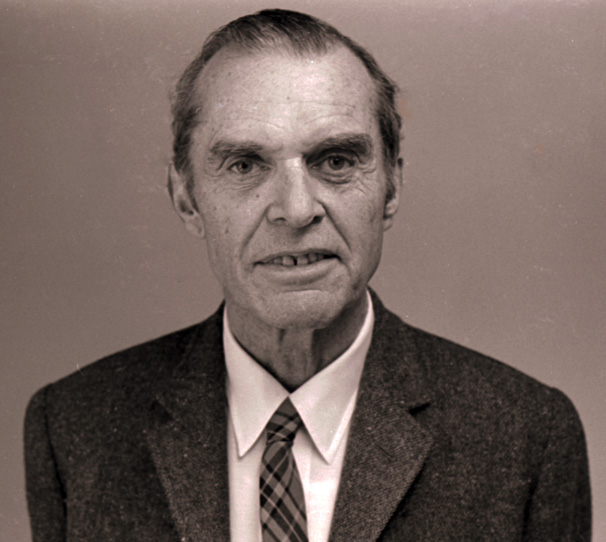
ボンドの名前の由来となった鳥類学者のジェームズ・ボンド

「私は、最も簡潔で、鈍く、明白な響きの名前が欲しかった。私が見つけた 『ジェームズ・ボンド』は 『ペレグリン・カールーザーズ』のような名前よりも面白く、ずっと良かった。エキゾチックなことが彼の周りで起きるが、彼は中立的な人物、つまり政府機関に用いられる、匿名で率直な道具として存在する」
と語っている。フレミングは鳥類学者本人とその妻に会った後、
「このあたりの冗談全部を楽しんでくれている魅力的なカップル」
と表現した。カジノ・ロイヤルの最初の草稿では、ミッション中に、ジェームズ・セクレタンという名前をボンドの偽名として使用していた。 
2018年、イギリスやアメリカの多くのWebサイトで、実際の秘密諜報員から名前が浮かんだ可能性があるというレポートが取り上げられた。 公表された軍事記録によると、ジェームズ・チャールズ・ボンドというウェールズの元学童擁護人の男が、特別作戦執行部（SOE）においてフレミングのもとで働いていた。このウェールズ出身のボンドの戦争記録に関する文書は、2014年に公開された。  
ボンドのコード番号である007は、 第一次世界大戦のイギリス海軍諜報機関の主要な成果の1つであるドイツ外交コードの解読の話を参照してフレミングが考えた。イギリス人によって解読されたドイツの文書の1つがツィンメルマン電報であり、これはコード0075で暗号化されていたもので、これは米国が戦争に参加するようになった要因の1つとなった。

### 外見

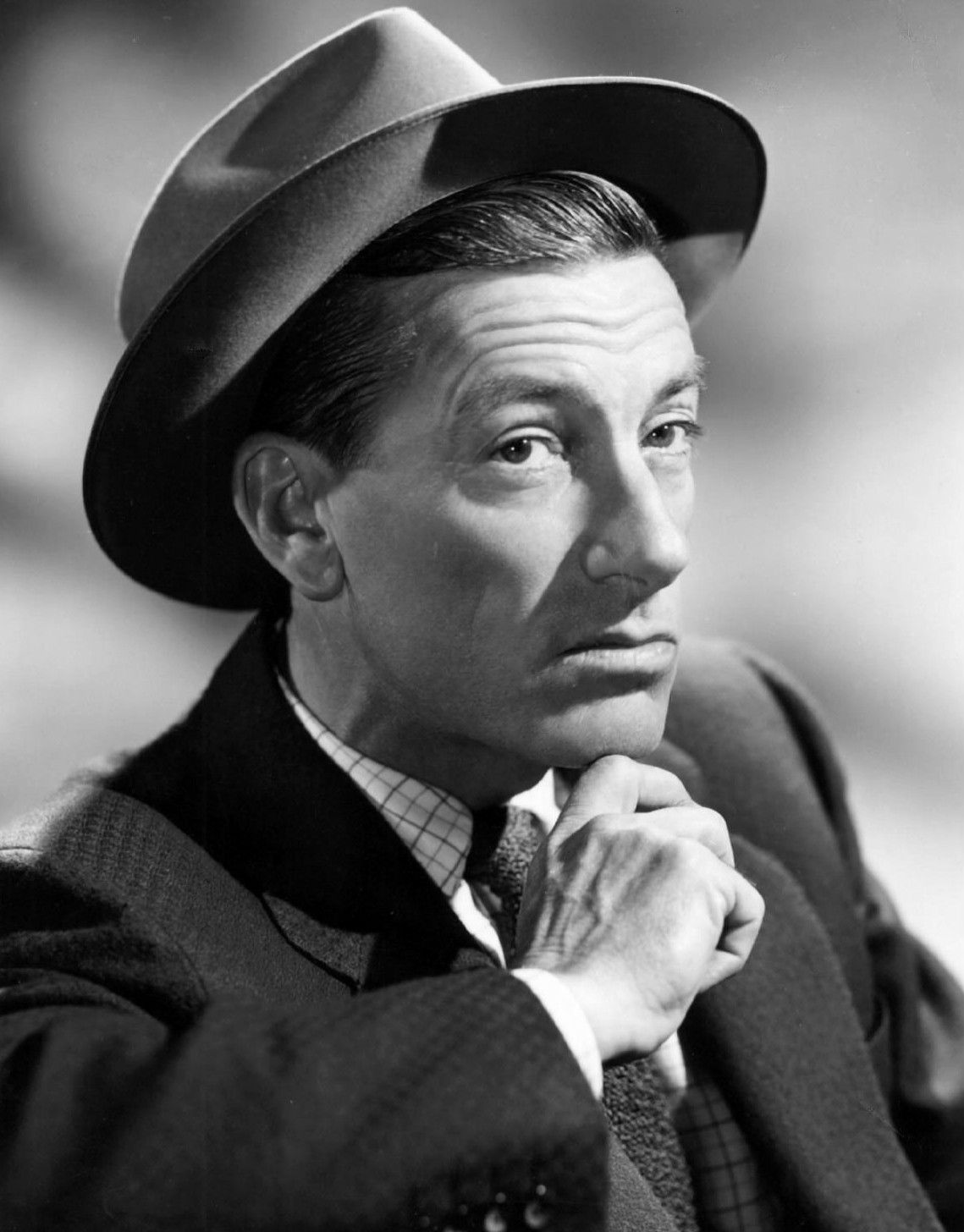
フレミングはボンドの外見をホーギー・カーマイケルと比較した。

顔は、作曲家、歌手、俳優のホーギー・カーマイケルに似ている。ヴェスパー・リンドは、『カジノ・ロワイヤル』で、「ボンドは私にホーギー・カーマイケルを思い出させるが、何か冷たく冷酷なものがある」と語っている。同様に、『ムーンレイカー』では、特別支部役員のガラ・ブランドは、「ボンドは確かに格好良い  ...ある意味ではホーギー・カーマイケルのよう。右の眉毛の上に落ちるあの黒い髪。ほとんど同じ骨格。しかし、そこに口の中に少し残酷な何かがあって、目が冷たかった」と述べている。小説の中では、ボンドはたいがい「暗い、かなり残酷な見た目」を持った人物として言及されている。
小説（特に『ロシアから愛を込めて』）では、ボンドの身体的な描写は一般的に一貫している。右頬に3インチの長さの薄い垂直の傷跡、青灰色の目、「残酷な」口、短く黒い髪を有している。身長は183センチメートル、体重は76キログラムである。『カジノ・ロワイヤル』で、スメルシのエージェントがロシアのキリル文字「Ш」（SH）をボンドの右手の後ろに刻む。次作の『死ぬのは奴らだ』の始まりまでに、ボンドは傷跡を隠すために植皮をした。

### 背景
フレミングによると、ジェームズ・ボンドの年齢は30代半ばから後半で、年はとらない。『ムーンレーカー』では、彼は00セクションの規定定年年齢である45歳を8歳下回っていることを認めている。つまり、当時37歳だった。その小説の脚注には、作中が1954年11月で、ボンドが1917年頃に誕生したと記されている。フレミングはボンドの誕生日を設定しなかった。しかし、ジョン・ピアソンによるボンドの架空の伝記、『ジェームズ・ボンド伝』で、誕生日は1920年11月11日と設定された。 

ボンド家の紋章

フレミングは最後から二番目の小説『007は二度死ぬ』でようやく、『タイムズ』に載ったというふれこみの架空の死亡記事を用いて、ボンドの家族にかかわる背景を描写した。この本は、映画『ドクター・ノオ』が公開された後に最初に書かれたもので、 ショーン・コネリーのボンドの描写は、フレミングのキャラクターの解釈に影響を与えた。小説ではボンドの両親は、スコットランド、グレンコー出身の父アンドルー・ボンドと、スイスのヴォー出身である母モニーク・ドラクロワであると明かされている。  
若き日のジェームズ・ボンドは、幼い頃は長期にわたって海外で過ごしており、父親がヴィッカースの軍事会社の代表として働いたため、ドイツ語とフランス語を話せるようになった。11歳のとき、シャモニー近くのエギュイユ・ルージュでの登山事故で両親が亡くなり、孤児になった。  

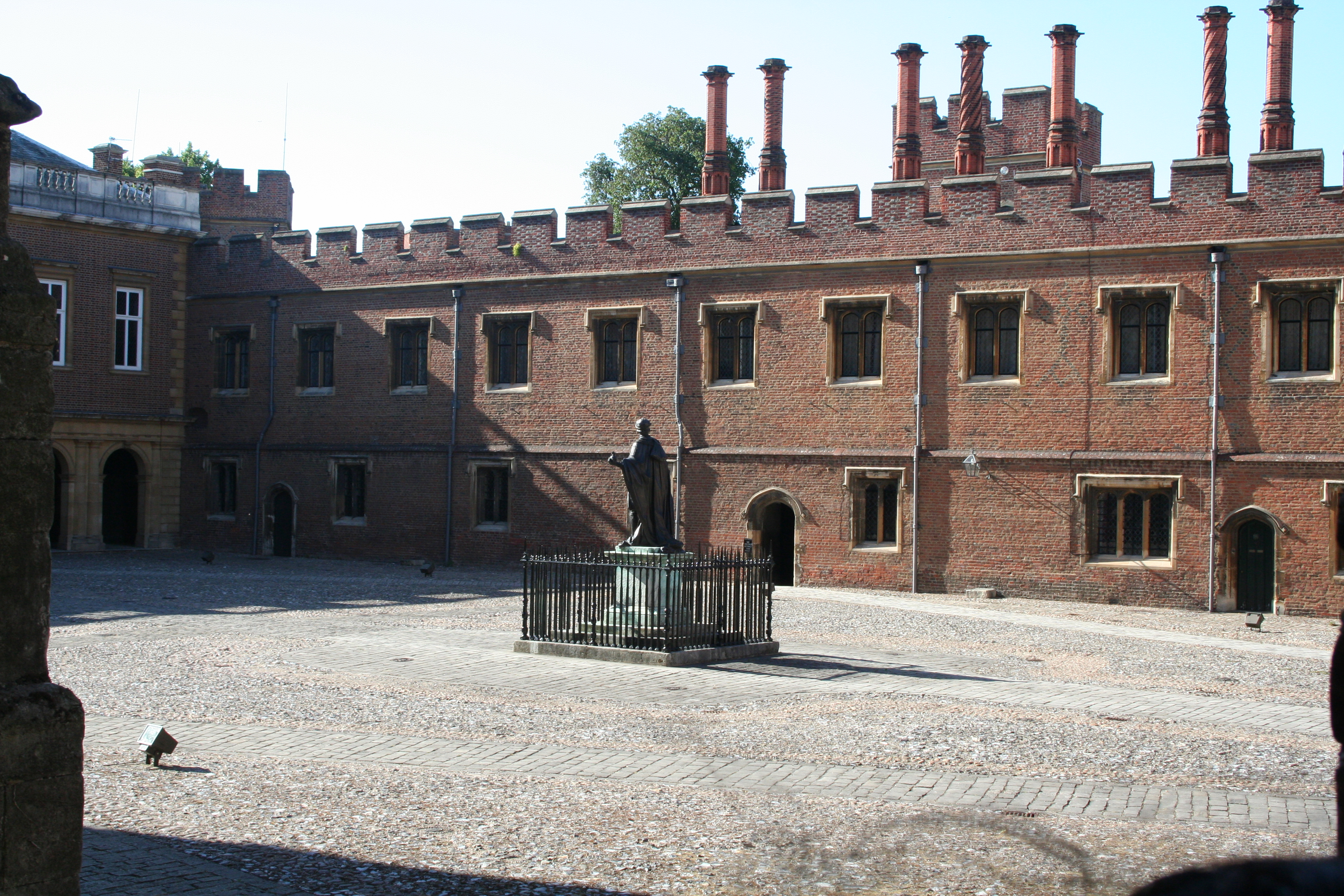
イートン・カレッジ ：ボンドの母校で、2学期間過ごした。

両親の死後、ボンドはおばのミス・チャーミアン・ボンドと一緒に暮らすためペットボトムの村に行き、そこで初等教育を修了する。その後、「12歳くらいの時に」イートン・カレッジに一時的に通ったが、メイドと恋愛問題を起こし2半期後に退学する。ボンドはイートンから放校になった後、父親の出身学校であるスコットランドのフェティス・カレッジに送られた。16歳のときに初めてパリを訪れたボンドは、そこで初めて性体験をし、後に短編『薔薇と拳銃』で当時を回想している。フレミングは自身の体験を基にしてキャラクターを作っており、ボンドはフレミングと同様にジュネーヴ大学に短期間通ったことをほのめかし、後に短編『オクトパシー』で殺害されたハンネスオーバーハウザーによってキッツビューエルでスキーを教えてもらったことにしている。 
1941年、ボンドは国防省になる予定だった支部に加わり、王立海軍志願兵予備隊の副官となり、戦争終了時には海軍中佐（コマンダー）だった。公務員の一部である「シークレットサービス」内の役職に応募すべくMに連絡し、首席官に昇格する。 
フレミングの最初の本『カジノ・ロワイヤル』の冒頭で、ボンドはすでに00エージェントであり、ニューヨーク市のロックフェラー・センター、RCA ビルディング（その後、英国安全保障調整局（BSC）本部を収容）の36階にいる日本人のスパイと、イギリス人エージェントを裏切ったノルウェーの二重エージェントの2名を殺した後、この地位を与えられた。ボンド学者のジョン・グリズウォルドは、これらがイギリスの第二次世界大戦の秘密軍事組織である特別作戦執行部のためにボンドが行った戦時中の任務の一部であったことを示唆している。1954年、ソビエトのファイルによると、『ロシアより愛を込めて』で、ボンドは聖マイケル・聖ジョージ勲章を受賞した。

### 好みとスタイル

#### 飲料
フレミングの伝記作家アンドルー・ライセットは、「[『カジノ・ロワイヤル』]の最初の数ページ以内で、イアンはボンドの特異性や特徴のほとんどを紹介していた」と述べた。ボンドの外見、ベントレー、喫煙と飲酒習慣も含まれていた。ボンドのマティーニの詳細は本の第7章で出てくるが、ボンドは最終的にはヴェスパー・リンドにちなんで「ヴェスパー」と名付けた。 
ボンドの飲酒習慣に関する描写は、本のシリーズ全体で登場する。『女王陛下の007』の間だけで、ボンドは46の飲み物を消費している。プイィ・フュイッセ、リクヴィールとマルサラワイン、アルジェリアのワインのボトルをほとんど、1953年物シャトー・ムートン・ロートシルトとクラレットを少々、 テタンジェとクリュッグシャンパンとベイビーシャムを飲んでいる他、ウイスキーとしては水割りバーボン3杯、1パイントのIWハーパーバーボン、 ジャックダニエルのウイスキー、ロックのダブルバーボン2杯、ウイスキーのソーダ割り2杯、ストレートのスコッチ2杯、ストレートのウイスキー1杯を消費している。ウォッカの消費量は合計でウォッカトニック4杯、ダブルウォッカ・マティーニ3杯だった。他のスピリッツとしては、ジンジャーエールで割ったダブルブランデー2杯と、フラスコ1配分のエンジアン・シュナップスと、ダブルジンが含まれており、さらにジョッキ4杯分ドイツビールを飲んでいる。ボンドのアルコール摂取は仕事の遂行に影響しないらしい。 
ノンアルコール飲料について、ボンドは紅茶を避け、「泥」と呼んで大英帝国の没落の原因だとしている。彼は代わりに濃いコーヒーを飲むことを好む。 

#### 料理
イングランドにいて仕事をしていない時は、ボンドはフレミング同様、グリルしたしたびらめ、シャードエッグ、ポテトサラダと冷たいローストビーフなどの簡単な食事をする。しかしながら任務中には、ボンドはより贅沢な食事をする。これは、1953年に『カジノ・ロワイヤル』が発表されたとき、イギリスではまだ多くの食品が配給されていて 、ボンドは「イギリスの戦後の緊縮、配給、力が失われたという迫り来る予感に対する理想的な解毒剤」だったためである。読者のほとんどが海外に旅行していなかった時代、ボンドが海外でエキゾチックな地元の食べ物を食べていると、豪華さゆえに同時代の読者からさらなる注目を浴びた。 
1958年4月1日、フレミングは『マンチェスター・ガーディアン』に自作を擁護すべく投稿を行い、この新聞に掲載された『ドクター・ノオ』の批評に言及した。ボンドの食品とワインの消費を「ギミック」と呼びながら、フレミングは「これが不幸にも特徴になってしまっているのです。私自身、ワインや食べ物への男のこだわりといったものは嫌いです。 私の好きな食べ物はスクランブルエッグです」 と嘆いている。フレミングはスクランブルエッグのこととなると非常に熱心だったので、短編小説「 007 in New York 」を使って料理のお気に入りのレシピを提供した。この物語ではフレミングの友人であるアイヴァー・ブライスの家政婦メイのレシピが使われており、ボンド自身の家政婦の名前がここからとられている。研究者のエドワード・ビダルフは、フレミングは全シリーズで70もの料理をしっかりと描写しており、その多くはスクランブルエッグやステーキなど共通するものを使っている一方、それぞれが異なるものとして描かれていると指摘した。 

#### 喫煙
ボンドはヘビースモーカーであり、1日に70本のタバコを吸っていた時期すらあった。タバコをモーランド・オブ・グロブナー・ストリートでカスタムメイドし、バルカンとトルコのタバコを混ぜた通常より高いニコチン含有量のタバコを持っている。 タバコのフィルターに3本の金の帯がある。タバコは、50本収納できる幅広の砲金製のシガレットケースに入れている。 彼はまた、表面の金属を黒くいぶしたロンソンライターを使う。1930年代以来、モーリングでタバコを購入していたフレミングと同じタバコだった。3本の金の帯は、戦時中に海軍の司令官の階級を示すために追加されたものである。平均的にはボンドは1日60本のタバコを吸っているが、『サンダーボール作戦』で健康増進施設を訪れて以降、1日約25本に減った。フレミング自身は、1日最大80本のタバコを吸っていた。  

#### 薬物
ボンドは仕事と娯楽の両方の理由で、時々他の薬物を使用してアルコール消費の足しにしている。『ムーンレイカー』では、ボンドがサー・ヒューゴ・ドラックスとのブリッジゲームの前にウォッカと一緒にアンフェタミンを使用した。他にも、『死ぬのは奴らだ』でシャーク湾を泳いた際や、『わたしを愛したスパイ』においてドリーミー・パインズ・モーテルで脅迫されて警戒しなければならなかった際など、心身の活性化が必要な任務では薬物を使用した。

### 態度
歴史学者のジェレミー・ブラックによれば、ボンドはフレミングの偏見の代弁者でもあり、複雑な性格として書かれている。フレミングの本全体を通して、ボンドは人種差別的、性、差別的、同性愛嫌悪の態度を示している。 

これらの偏見とボンドが物語においてとっている行動から、ジャーナリストのユーリ・ジューコフは1965年にソビエトの日刊紙『プラウダ』で、ボンドの価値観について記事でこのように説明した。 
 しかし、ブラックはジュコフが書いているのとは異なり、ボンドが野獣であるとは考えていない。『ロシアより、愛をこめて』では、ケリム・ベイがブルガリアの殺し屋クリレンクを撃つのを見て、ボンドは自分は冷酷に人を殺したことはなかったと述べている。『リビング・デイライツ』では、ボンドが故意にターゲットを逃しているが、これは自分を殺すために送られた狙撃兵が美しい女性チェロ奏者であると気付いたことによる。ボンドはこれを、「殺人ではなかった。かなり近いところだったが」と考えて納得した。『ゴールドフィンガー』は、メキシコの暗殺者を殺害した経験を通してボンドが考えていることから始まり、このことについての哲学的な思考が披露される。 
ボンドが悪党すぎるという批評家の批判に応えて、フレミング氏は1964年の『プレイボーイ』のインタビューで、ボンドの性格を特に邪悪であるとは考えていないと述べた。「ボンドは必ずしも善人でも悪人でもないと思います。 悪いところはあり、愛国心と勇気を除いてわかりやすい美点はほとんどありませんが、どのみち愛国心と勇気はたぶん美徳でもないかもしれませんし…しかし、私はボンドを特に人好きのする人物にするつもりはありませんでした」。 フレミングは一部の批評家の、ボンドを思考なき殺し屋として特徴づける考えに同意したが、時代の産物であるとも表現していた。「ジェームズ・ボンドは30代半ばの健康で暴力的であまり思索的ではない男性であり、自らが生きる時代の生き物です。 私たちの時代に特に典型的な人物だとは言えませんが、確かにその時代を代表しています」。 
ボンドの描写に含まれている、その他のフレミングの一般的な態度・偏見としては、同性愛についての考え方あげられる。フレミングにはノエル・カワードや編集者であるウィリアム・プロマーを含む多くの同性愛者の友人がいたが、プロマーはフレミングの本を「熱烈な異性愛者のために書かれた」と述べた。さらなるフレミングの態度の反映として、ボンドによると同性愛者は「不幸な性的不適合者の群れである。不毛で欲求不満に満ち、女は支配しようとし、男は子供扱いだ」ということであり、「申し訳ないが、ボンドにはそんな連中にかまう時間はなかった」と描写されている。

### 私生活
ボンドはチェルシーのキングス・ロード近くのアパートに住んでいる。 メイ・マックスウェルという高齢のスコットランド人家政婦がアパートの世話をしている。 メイの名前は、フレミングの親友であるアメリカ人アイバー・ブライスの家政婦であるメイ・マクスウェルから取られた。1955年、ボンドは年間約2,000ポンドの純益 （2019年現在 53,000ポンド相当）を得た。任務の最中は無制限に経費が使える口座がある。フレミング自身のサンデー・タイムズで働いていた頃の日常業務の経験がボンドの物語に織り込まれている。 
シリーズで1回だけ、フレミングはボンドのパートナーをボンド自身のアパートに住まわせたが、これは『ダイヤモンドは永遠に』でボンドの米国での任務の後でティファニー・ケースの到着した時のことである。次の本『ロシアより、愛をこめて』の始まりまでに、ケースはアメリカ人と結婚するために去っていた。ボンドは、『女王陛下の007』で、トレーシー・ボンドと一度だけ結婚したが、エルンスト・スタヴロ・ブロフェルドによって妻は結婚式の日に殺され、結婚は悲劇的に終わる。
シリーズの最後から2番目の小説『You Only Live Twice』では、ボンドは健忘症に苦しみ、 海女のキッシー鈴木と関係する。結果として、キッシーは妊娠したが、キッシーはボンドが離島する前にこれを明かすことがなかった。 

### 能力

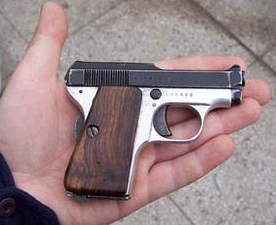
ボンドが最初に選んだサイドアームである、ベレッタ418ピストル。簡単に隠すことが出来る。

『カジノ・ロワイヤル』から『ロシアから愛をこめて』まで、ボンドが好む武器は、軽量のシャモアレザーホルスターに入れた0.25 ACPベレッタ自動拳銃である。しかし、フレミングはボンド愛好家で銃の専門家であるジェフリー・ブースロイドから連絡を受けた。ジェフリー・ブースロイドは、フレミングの銃器の選択を批判し、代わりにワルサーPPKの32口径モデルを提案した。 フレミングは『ドクター・ノオ』で提案を使用し、Berns-Martinのトリプルドローショルダーホルスターと一緒に使用してはどうかというアドバイスも受け入れた。このお礼として、ボンドに銃器を供給するシークレット・サービス武器担当官には彼の名にちなみブースロイド少佐という名前が付けられ、Mは「世界で最高の小火器の専門家」として紹介していた。  
キングズリー・エイミスは、『007号/ジェイムズ・ボンド白書』の中で、ボンドは非常に射撃に優れていてシークレットサービスでも最高レベルだが、教官には負ける程度だいうことにして、ボンドのキャラクターにリアルさを付加した。エイミスは、ボンドが非常に優れているが、他の人がまだ勝てる特技を多数設定した。これにはスキー、手での戦闘（『ロシアから愛をこめて』のボンドのSMERSHファイルではボクシングに習熟していること、柔道の固め技に関する優れた実践的な知識を備えていることが詳述されている）、水中水泳、ゴルフが含まれる。エイミスは車の運転もボンドの得意分野だとしているが、もっと優れた者もいる。ボンドよりも優れたドライバーの1人はサー・ヒューゴ・ドラックスで、そのせいでボンドの戦艦グレーのスーパーチャージャーつきベントレー・4½リットルが使えなくなった。ボンドはその後、Mark II Continental Bentleyを運転するようになり、その後のシリーズでもずっとこれを使った。しかしながら『ゴールドフィンガー』の作中で、ホーミングデバイスを備えアストンマーティンマークIIIが支給された。

## 続編でのボンド

### ジョン・ガードナー

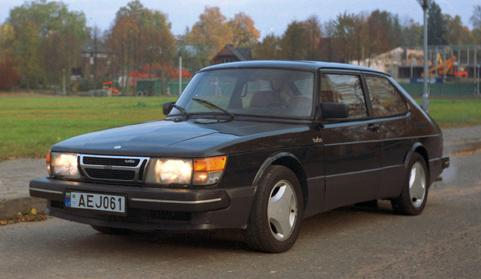
サーブ900ターボ：1980年代のボンドの車

1981年、作家のジョン・ガードナーはフレミングの財産権利者から連絡を受け、ボンドの続編小説を書くように求められた。ガードナーは当初シリーズを断ったが、その後ガードナーは1981年の『Licence Renewed』 から1996年の『COLD』まで、14作のオリジナル小説と2本の映画のノベライゼーションを書いた。アメリカの出版社パトナムの影響を受けて、ガードナーの小説は 『バルバロッサの男』で、イギリス英語の"trousers"「トラウザーズ」ではなくアメリカ英語の"pants"「パンツ」を着用したウェイターが出てくるなど、アメリカ英語が多く使用されるようになった。『ガーディアン』のに寄稿したジェームズ・ハーカーは、ガードナーの本は「ばかげたことばかり」であり、アクションの多くがチッペナムを舞台に展開する 『スコーピアスの謎』や、あまりリアリティのないマーガレット・サッチャーとボンドが親しくなる『ミソサザイ作戦 準備完了』を例として挙げている。 病気のため、ガードナーは1996年にボンドの小説の執筆を止めた。 
ガードナーは「ボンド氏を1980年代に連れて行きたい」と述べたが、フレミングが設定したままのキャラクターの年齢を維持した。ガードナーは、年齢が同じのままであるにもかかわらず、年の経過示唆すべく、ボンドのこめかみが灰色になっていることにした。他にも1980年代らしい影響があり、ボンドは低タールのタバコを吸って、ますます健康に対する意識を高めている。  
1981年のボンドの復活について、メディアはより政治的に正しいボンド像と、サーブ 900ターボという車のチョイスに関する報道を行った。ガードナーは後にボンドをベントレー・ミュルザンヌターボに乗せることにした。ガードナーはボンドの銃器も更新した。ガードナのー本では、ボンドは最初にブラーニング9mmを支給され、その後、 H&K VP70に変更され、次にH&K P7に変更された。ボンドはまた、1982年にフォークランド戦争に参加したことが判明する。ガードナーは、フレミングのキャラクターを更新し、同時代の政治指導者も小説に登場させた。また、映画に出てくるQのハイテク機器を使用したが、ジェレミー・ブラックはボンドが自身の能力よりもテクノロジーに依存していることを指摘した。ガードナーのシリーズは、ボンドを映画版の登場人物よりはフレミングの小説に関連付け、フレミングの物語で取り上げられた出来事に言及していた。  

### レイモンド・ベンソン
ジョン・ガードナーの引退後、 レイモンド・ベンソンは1996年にボンドものの著者になった。アメリカ人最初のボンドものの著者であり、物議を醸した選択だった。ベンソンは以前、ノンフィクションの『The James Bond Bedside Companion』（初版1984年）を書いていた。ベンソンの最初の仕事は短編小説「Blast From the Past」で、1997年に発表された。2002年に他のプロジェクトに移るまでに、6本のボンド小説、3本のノベライゼーションと3本の短編を書いた。彼の最後のボンド作品は、2002年に出版された『赤い刺青の男』である。  
 ベンソンはガードナーのパターンに従い、1990年代の現代的な時間枠の中でボンドの設定を作った。ジェレミー・ブラックによると、ジョン・ガードナーよりフレミングのスタイルの繰り返しが多く、ボンドの銃をワルサーPPKに戻し、ジャガーXK8を運転させ、もっと悪態をつくようにさせた。ジェームス・ハーカーは、「フレミングのボンドは 『エクスプレス』の読者だったが、ベンソンズは明らかにタブロイドを読むタイプだ。最初にグループセックスをするボンドで（中略）そして最初に売春婦を訪ねるボンドだ」と述べた。一方、ブラックはベンソンのボンドではフレミングにもガードナーにもなかったような粗野さがどんどん強まっているとも述べた。1998年のインタビューでベンソンは自らのバージョンのボンドを以前より冷酷で暗いキャラクターだとして説明し、「ボンドはいい人ではありません。 ボンドは殺し屋です（中略）アンチヒーローなんです」と言った。 

### それ以外

#### キングスリー・エイミス
1967年、フレミングの死から4年後、制作プロダクションであるグリドローズ・プロダクションはキングズリー・エイミスにアプローチし、10,000ポンド（2019年で182,841ポンド相当）を提供して、最初のボンドシリーズ続編小説を書くよう頼んだ。1968年にロバート・マークハムというペンネームで 『Colonel Sun』が発行された。 ジャーナリストのジェームス・ハーカーは、この本は文学的なものではないが、スタイリッシュであると述べた。レイモンド・ベンソンは、ボンドの性格や以前の小説の出来事はすべて 『Colonel Sun』で維持されたと述べ、「彼は 『カジノ・ロワイヤル』で最初に登場したのと同じ、暗くハンサムな男だ」と述べた。

#### セバスチャン・フォークス
ガードナーとベンソンがエイミスに続いた後、 セバスチャン・フォークスがイアン・フレミング・プロダクションから新しいボンド小説を書くように依頼されるまで6年の空白期間があった。フォークスの作品は2008年5月28日に『Devil-May-Care』として発表された。 
フォークスはガードナーとベンソンによって確立されたタイムラインを無視し、代わりにフレミングとエイミスによって使用されたタイムラインに戻り、1960年代を舞台の小説にした。また、本の中で60年代の文化的な指標となるものを多数取り入れた。 フォークスはボンドのオリジナルのキャラクターと背景にも忠実であり、1967年の戦艦グレーのベントレー・Tシリーズを運転する「フレミンゲ的英雄」像を作り上げた。 

#### ジェフリー・ディーヴァー
2011年5月26日、イアン・フレミング・プロダクションから依頼されたアメリカの作家ジェフリー・ディーヴァーが『Carte Blanche』をリリースした。ディーバーは、ボンドを1980年に生まれにして、以前の作者たちのタイムラインとは別の年代設定で仕切り直すことにした。また、この小説ではMI5やMI6から独立した9/11以降の機関が舞台となった。  
年代設定が変わった一方、ディーヴァーはフレミングの小説の要素の多くを自作に含めることにした。それには食べ物やワインに関するボンドの好み、ガジェット類、そして「女性キャラクターの幾らか途方もない名前」が含まれていた。  

#### ウィリアム・ボイド
2013年、 ウィリアム・ボイドが書いたシリーズ続編小説『Solo』がリリースされた。ディーヴァーの新しいタイムラインを無視し、1969年に設定された。  

#### アンソニー・ホロヴィッツ
2018年5月、著者のアンソニー・ホロヴィッツが『Forever and a Day』をリリースした。 1950年代に設定されたこの小説には、フレミングによって書かれたが以前にはリリースされていなかった資料が含まれている。『カジノ・ロワイヤル』の前に設定され、ボンドが00ステータスに昇格するまでを詳細に説明し、フレミングのもともとの小説のキャラクターらしい人物になるまでを描く。 

## ヤング・ボンド
2005年、作家でコメディアンのチャーリー・ヒグソンは、若い頃のジェームズ・ボンドを主人公とした『SilverFin』を発表した。これまでに5本の小説と1本の短編小説が発表され、最後の作品はヤング・ボンド・シリーズの手引であるノンフィクション作品『Danger Society: The Young Bond Dossier』の一部として出た短編小説「A Hard Man to Kill」だった。ヤング・ボンドは1930年代が舞台とされ、年代はフレミングの年代と一致する。  
ヒグソンは、フレミングの遺産管理者から、オリジナルのフレミング版を除き、他のボンド解釈を全部無視するように指示されたと述べた。ボンドの幼年期の背景として、ヒグソンは『007は二度死ぬ』に出てくるボンドの死亡記事と、自身とフレミングの子供時代の経験を用いた。若きボンドというキャラクターを作るにあたり、ヒグソンは車や高級ワインへの愛着など、ボンドのキャラクター特性となるものの起源のいくつかに触れた。  

## 翻案
ボンドの翻案はフレミングの作家としてのキャリアの初期から作られており、CBSは最初の小説『カジノ・ロワイヤル』を1時間のテレビドラマに翻案するために1,000ドル（2019年で9,500ドル相当）を支払った。ドラマは1954年10月21日に放送された。バリー・ネルソンが演じたボンドのキャラクターはアメリカのエージェントであるジミー・ボンドに変更されていた。
1957年、『デイリー・エクスプレス』紙はフレミングの物語を漫画に翻案した。画家を助けるために、フレミングは自分がボンドをどう見ているかを示すスケッチを委嘱した。イラストレーターのジョン・マクラスキーはフレミングのバージョンを「時代遅れ」かつ「戦前風」と見なし、ボンドをより男性的な外観に変更した。  
1962年にカナダ人のハリー・サルツマンとアメリカ人のアルバート・R・ブロッコリは、イアン・フレミングの小説『ドクター・ノオ』をもとに、ショーン・コネリー主演でユナイテッド・アーティスツを通じて最初のボンド映画を制作した。コネリーは、映画のスクリーンでボンドを演じた7人の俳優のうち最初の1人であり、そのうち6人はイーオン・プロダクションズ制作の映画に出演した。俳優はそれぞれ外観が違うだけでなく、ボンドの役割を異なる方法で解釈している。

## 演じた人物
- バリー・ネルソン（1954年, 1作）
- ショーン・コネリー（1962年-1967年, 1971年, 1983年, 7作）
- デヴィッド・ニーヴン（1967年, 1作）
- ジョージ・レーゼンビー（1969年, 1作）
- ロジャー・ムーア（1973年-1985年, 7作）
- ティモシー・ダルトン（1987年-1989年, 2作）
- ピアース・ブロスナン（1995年-2002年, 4作）
- ダニエル・クレイグ（2006年-2021年, 5作）